# バッサイ
座標: 北緯37度25分47秒 東経21度54分01秒 / 北緯37.42972度 東経21.90028度
バッサイ（Bassae / Bassai, Vassai / Vasses ; 現代ギリシア語 : Βάσσες, 古代ギリシア語 : Βάσσαι）は、古代アルカディア地方の遺跡で、現在のギリシャのメッシニア県北東部（キパリシア（Kyparissia）の北東、Andritsainaの南、メガロポリ（Megalópoli）の西）にある。「バッサイ」は「岩々の小さな谷間」を意味する。紀元前5世紀半ばのアポロ・エピクリオス神殿が、良好な保存状態で残っていることで知られている。
この神殿は古代ギリシャの主要なポリスからは地理的に離れているが、変わった特色を多く持っていることから、古代ギリシャの神殿の中では最も良く研究されている部類に属する。そして、バッサイのこの神殿は、ギリシャの世界遺産の中で最初に登録されたものである。
その建造は紀元前450年から紀元前425年に位置付けることができる。

## アポロ・エピクリオス神殿
この神殿はアポロ・エピクリオス（「加護を与える神アポロ」）に奉献されたものである。『ギリシャ記』を記したパウサニアスは、建造した人物としてヘファイストス神殿やパルテノン神殿を手がけた建築家イクティノスの名を挙げている。
パウサニアスは、この神殿を称賛し、その石の美しさと建設の調和によって、テゲアのアテナ・アレア神殿を除く全ての神殿を凌駕すると述べている。
この神殿はコティリオン山の中腹、海抜標高1131 m のところに建てられている。

### 建造と装飾

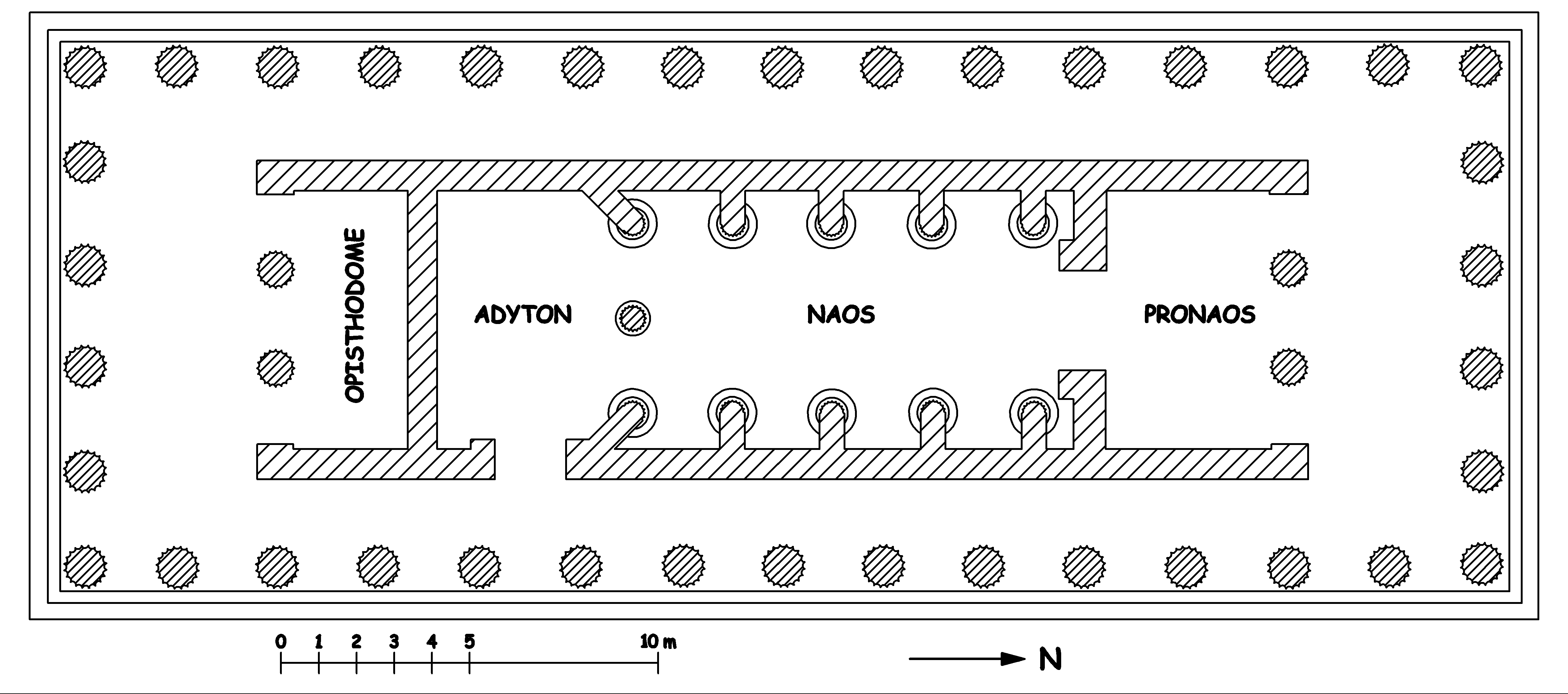
神殿の平面図

神殿は南北方向に揃えられており、その正面入り口は北側にある。これは、ギリシャ神殿の大半が東西方向に揃えているのとは対照的である。このようになった理由としては、いくつかの理由が考えられている。例えば、山の斜面に作ったことによる立地上の制約であるとか、山裾から巡礼者が仰ぎ見る際の視覚的効果を意識したなどである。
土台となる床は 38.3 x 14.5 m で、相対的に控えめな大きさといえる。
神殿内部の柱はドーリア式の柱による周柱式が採られており、正面6本に対し側面15本で構成されている。天井は失われているため、中心部はいわゆる青空天井になっている。神殿は大理石に彫られたフリーズを除けば、全体的に、アルカディア地方で産出した灰色の石灰岩が用いられている。
ほとんどの主要な神殿と同じように、この神殿にも3つの構成要素を持っている。すなわち、プロナオス（pronaos, 入口）、ナオス（naos, 本殿）、オピストドモス（opisthodomos）である。ナオスにはかつてアポロの神像があったと考えられている。
バッサイの神殿には、パルテノン神殿に見られる湾曲した床などの視覚的な精妙をやや欠いている部分はあるものの、柱はエンタシスを持つ 。

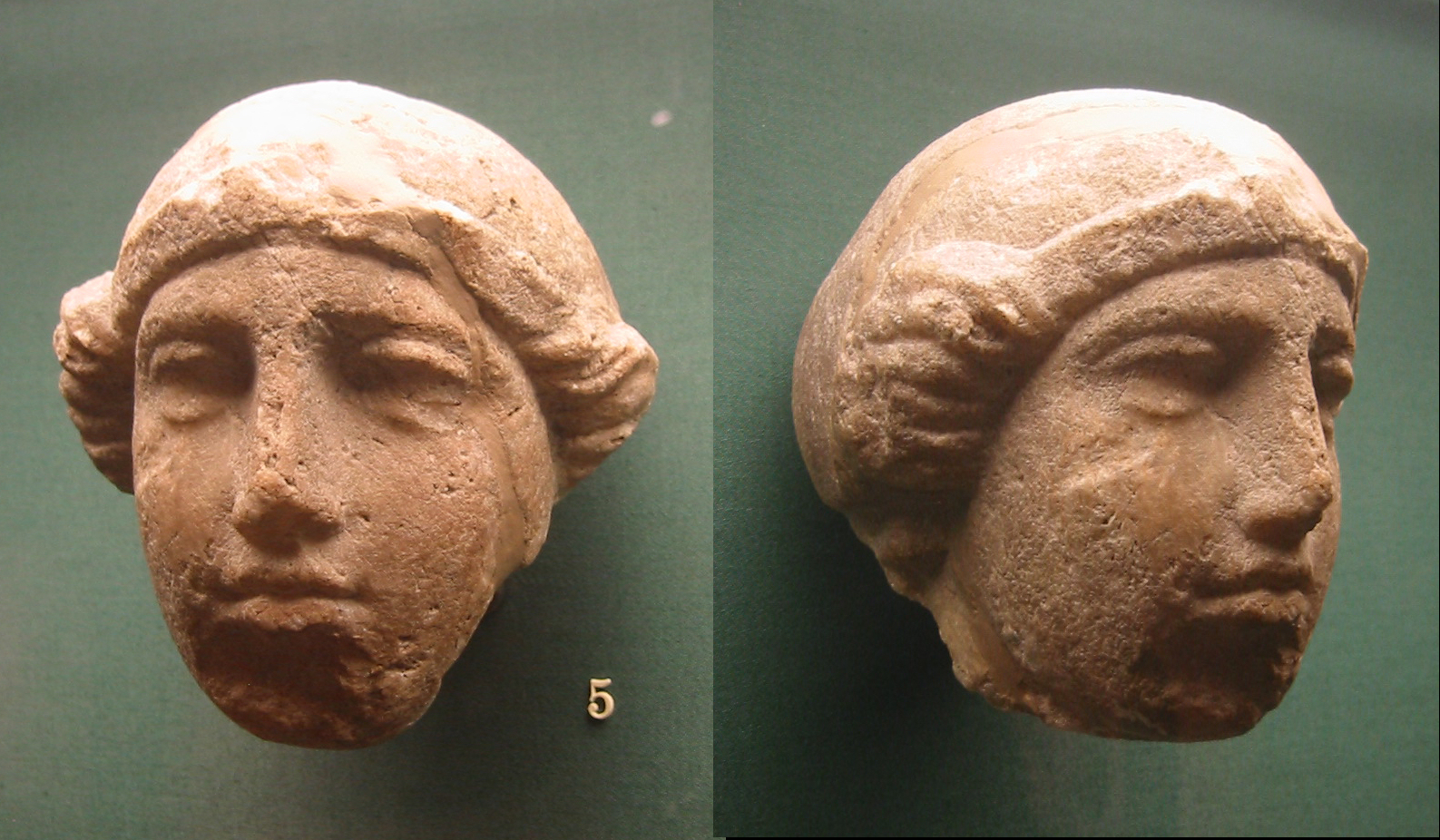
大英博物館に展示されている前額の一部

この神殿はドーリア式、イオニア式、コリント式の3つのギリシャ建築様式が一つになっているという点で、異例なものである。
ドーリア式の円柱は外周を取り巻いており、イオニア式はポーチを支えるのに用いられ、コリント式は内部の本殿に用いられるという形で、各様式が異なる部位に用いられた。なお、この神殿に残るコリント式の柱頭は、現存最古のものである 。
外部の装飾は相対的にまばらである。
しかし、内部は、アマゾネスと戦うギリシャ人やケンタウロスたちと戦うラピテス族などを描いたイオニア式のフリーズによって飾られている。
このフリーズの前額は、チャールズ・コックレル（Charles Robert Cockerell）によって 取り外され、1815年に大英博物館に収蔵された。それらは現在でも、大英博物館内のエルギン・マーブル近くに展示されている。コックレルは、その前額を象った石膏模型で、アシュモリアン博物館の大階段室の壁やトラベラーズ・クラブ（Travellers Club）の壁面を飾り立てた。

### 再発見と発掘

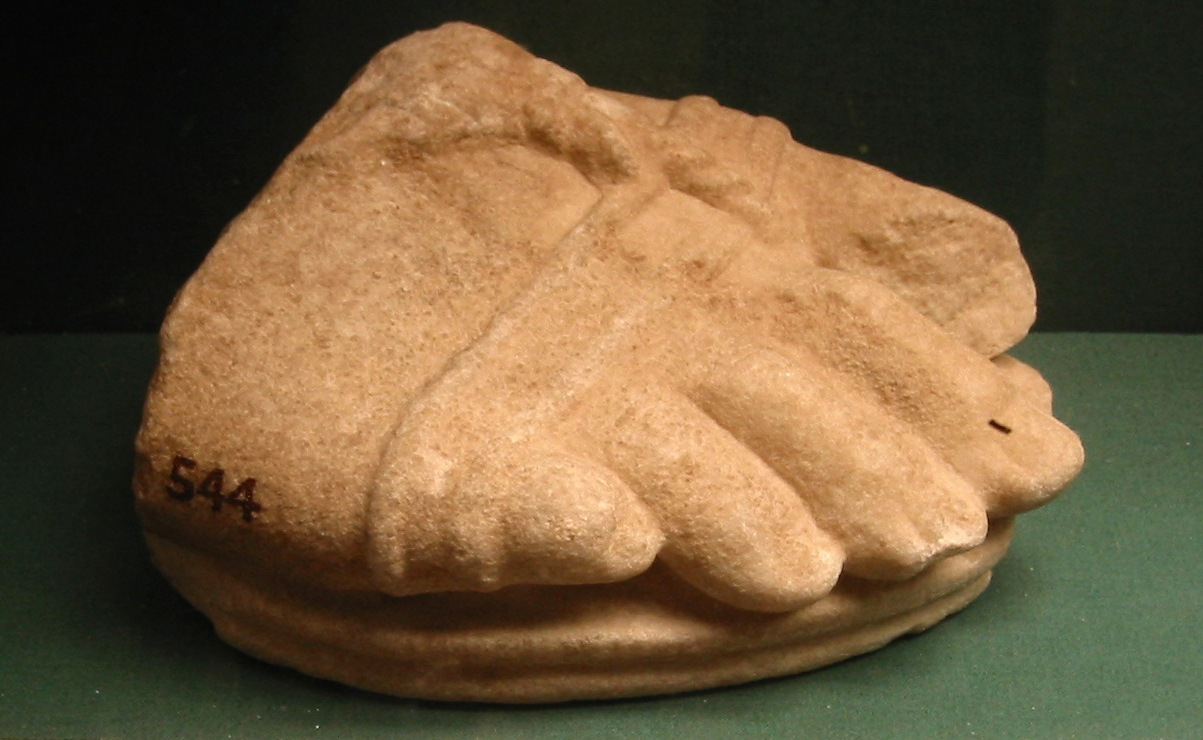
大英博物館で展示されているバッサイの巨大像の足の断片

考古遺跡としてのバッサイ神殿について最初に言及をしたのは、フランス人建築家ジョアシャン・ボシェ（Joachim Bocher）で、1765年11月のことであった。彼はザンテ（Zante）に別荘を建てていたところで、その責任者になったのは全くの偶然だった。ただし、彼は二度目の調査に戻って来た時に、暴漢たちによって殺されてしまった。チャールズ・コックレルとハラー・フォン・ハラーシュタイン（Haller von Hallerstein）はアイギナで彫像を救い出していたが、彼らがバッサイで更なる成功を目指したのは、1811年のことだった。翌年、コックレルとオットー・マグヌス・フォン・シュタッケルベルク（Otto Magnus von Stackelberg）の指揮で発掘が始まり、いくつかの部分が出土した。出土品には、ザンテで大英博物館が落札することになるフリーズも含まれていた。この遺跡については注意深く描かれたスケッチも存在していたが、それは海中に没した。フリーズの彫刻群はまず1814年にローマで出版され、1820年には大英博物館が公式資料を刊行した。
他の性急な訪問が次々の出版をもたらしたが、完全な形で成果が出版された調査は1836年まで実現しなかった。それを実現したのはカール・ブリューロフの指揮下でのロシア人考古学者たちである。その発見の中で最も耳目を惹きつけたと思われるのは、現存最古のコリント式柱頭であったろう。このときに出土した加工品のいくつかは、モスクワのプーシキン美術館で見る事ができる。
1902年に、考古学者Konstantinos Kourouniotis, Konstantinos Romaios,  Panagiotis Kavvadiasらが監督する形で、アテネのギリシャ考古学会（Greek Archaeological Society）による体系的な発掘調査が行われた。更なる発掘調査はNikolaos Gialourisの指揮下で1959年、1970年、1975-1979年に行われた。

### 保存

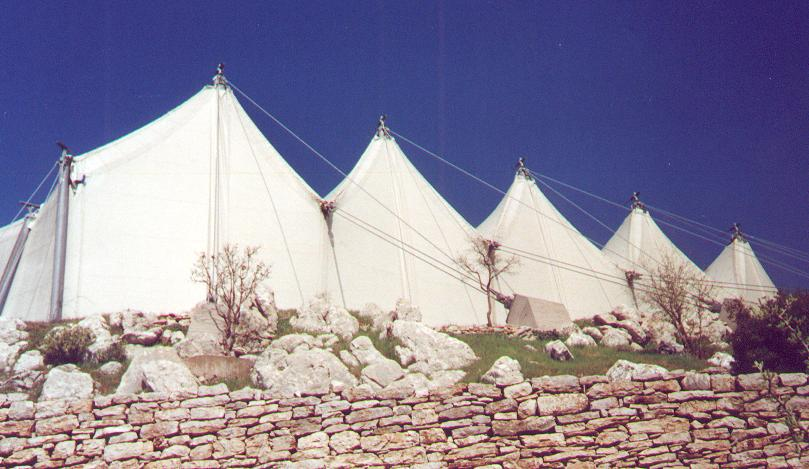
テントに覆われた外観

バッサイについて、現存している古代の旅行記録で言及したのはパウサニアス唯一人である。このようにバッサイが都市などから離れた場所にあったことは、保存の上でも有利に働いた。実際、よりアクセスしやすかった神殿群には、戦争などで損壊してしまったものや、後の時代の宗教建築物に転用されてしまったものも少なくない。バッサイの神殿はそうした被害から免れえたのである。現在の大都市部からも離れているため、石灰岩の溶解や大理石彫刻に被害をもたらす酸性雨の影響も、比較的軽微である。
そうはいっても、バッサイの神殿は現在白いテントで覆われており、諸要素からの保護が意識されている。現在保全作業が行われているが、これを監督しているのは、アテネに本拠を置いているアポロ・エピクリオス委員会（the Committee of the Epicurean Apollo）である。

## 登録基準
この世界遺産は世界遺産登録基準のうち、以下の条件を満たし、登録された（以下の基準は世界遺産センター公表の登録基準からの翻訳、引用である）。
- (1) 人類の創造的才能を表現する傑作。
- (2) ある期間を通じてまたはある文化圏において、建築、技術、記念碑的芸術、都市計画、景観デザインの発展に関し、人類の価値の重要な交流を示すもの。
- (3) 現存するまたは消滅した文化的伝統または文明の、唯一のまたは少なくとも稀な証拠。